# جائزة الباب الكبير
جائزة الباب الكبير (بالانجليزية: The Big Door Prize) هو مسلسل كوميدي مبني على كتاب يحمل نفس الاسم من تأليف ام.او. والش. عرض على أبل تي في في 29 مارس 2023.
في أبريل 2023 ، تم تجديد المسلسل لموسم ثانٍ.

## مقدمة
تظهر آلة في محل بقالة في بلدة صغيرة قادرة على التنبؤ بالاحداث لاي شخص تراه.

## طاقم
- كريس اودود في دور داستي[4]
- غابرييل دنيس في دور كاس[4]
- دامون غوبتون في دور الأب روبن[4]
- جوش سيجارا في دور جورجيو[4]
- كريستيان آدم في دور تريفور[4]
- سامي فورلاس في دور يعقوب[4]
- جولييت عمارة في دور ترينا[4]
- علي ماكي في دور هناء[4]
- كريستال آر فوكس في دور إيزي[4]
- جيم ميسكيمين[4]

## الحلقات
| الحلقات | عنوان   | اخراج | كاتب                             | تاريخ العرض   |
| ------- | ------- | ----- | -------------------------------- | ------------- |
| 1       | "Dusty" | TBA   | تيلي بلاي بواسطة: ديفيد ويست ريد | 29 مارس 2023  |
| 2       | TBA     | TBA   | سارة ووكر                        | 29 مارس 2023  |
| 3       | TBA     | TBA   | كريج روين                        | 29 مارس 2023  |
| 4       | TBA     | TBA   | كورين ستيكمان                    | 5 أبريل 2023  |
| 5       | TBA     | TBA   | تيلي بلاي بواسطة: أماندا روزنبرغ | 12 أبريل 2023 |
| 6       | TBA     | TBA   | ديان تشي                         | 19 أبريل 2023 |
| 7       | TBA     | TBA   | كريج روين                        | 26 أبريل 2023 |
| 8       | TBA     | TBA   | سارة ووكر                        | 3 مايو 2023   |
| 9       | TBA     | TBA   | أماندا روزنبرغ وكورين ستيكمان    | 10 مايو 2023  |
| 10      | TBA     | TBA   | يحدد لاحقا                       | 17 مايو 2023  |

سيقوم آنو فاليا ، ومولي ماكغلين ، وتود بيرمان ، وجيني لامارك ، وديكلان لوني بإخراج حلقات المسلسل.

## الإنتاج

### صناعة
أعلن في مايو 2021 ، أن أبل تي في قد أعطت الضوء الأخضر لإنتاج مسلسل من 10 حلقات مبني على كتاب، مع تعيين ديفيد ويست لتولي قيادة المسلسل. سيتم إنتاجه من قبل شركة سكايدانس تيلفيشن بتعاون مع الشركة الكورية الجنوبية إستوديو دراغون.

#### طاقم
في ديسمبر، تم اختيار كريس أودود لدور البطولة، مع اختيار غابرييل دينيس، ودامون جوبتون، وجوش سيجارا، وسامي فورولاس أيضًا لفريق التمثيل. في فبراير 2022 ، انضم كل من جوليت عمارة وألي ماكي وكريستال آر فوكس إلى فريق التمثيل.

### التصوير
تم التصوير الرئيسي للموسم الأول في ديسمبر 2021 في جورجيا. بدأ تصوير الموسم الثاني في 23 يناير ومن المتوقع أن ينتهي في 2 مايو 2023 في أتلانتا، جورجيا.

## روابط خارجية
- جائزة الباب الكبير على موقع IMDb (الإنجليزية)
- جائزة الباب الكبير على موقع ميتاكريتيك (الإنجليزية)
- جائزة الباب الكبير على موقع روتن توميتوز (الإنجليزية)
- جائزة الباب الكبير على موقع ألو سيني (الفرنسية)
- جائزة الباب الكبير على موقع قاعدة بيانات الفيلم (الإنجليزية)